# Чемпионат Азербайджана по фигурному катанию
Чемпионат Азербайджана по фигурному катанию — ежегодное соревнование по фигурному катанию среди фигуристов Азербайджана, организуемое Федерацией конькобежного спорта Республики Азербайджан. Спортсмены соревнуются в мужском и женском одиночном катании, парном катании и танцах на льду.

## Медалисты

### Мужчины
| Медалисты в мужском одиночном катании | Медалисты в мужском одиночном катании | Медалисты в мужском одиночном катании | Медалисты в мужском одиночном катании | Медалисты в мужском одиночном катании |
| ------------------------------------- | ------------------------------------- | ------------------------------------- | ------------------------------------- | ------------------------------------- |
| Год                                   | Место проведения                      | Золото                                | Серебро                               | Бронза                                |
| 2000                                  |                                       | Сергей Рылов                          |                                       |                                       |
| 2001                                  | Чемпионат не проводился               | Чемпионат не проводился               | Чемпионат не проводился               | Чемпионат не проводился               |
| 2002                                  |                                       | Сергей Рылов                          | Андрей Доброходов                     |                                       |
| 2003—2004                             | Чемпионат не проводился               | Чемпионат не проводился               | Чемпионат не проводился               | Чемпионат не проводился               |
| 2005                                  |                                       | Андрей Доброходов                     | Виктор Гасанов                        | Арслан Самедов                        |
| 2006—2015                             | Чемпионат не проводился               | Чемпионат не проводился               | Чемпионат не проводился               | Чемпионат не проводился               |
| 2016                                  |                                       | Ларри Луполовер                       | Других участников не было             | Других участников не было             |
| 2017                                  |                                       | Ларри Луполовер                       | Других участников не было             | Других участников не было             |

### Женщины
| Медалисты в женском одиночном катании | Медалисты в женском одиночном катании | Медалисты в женском одиночном катании | Медалисты в женском одиночном катании | Медалисты в женском одиночном катании |
| ------------------------------------- | ------------------------------------- | ------------------------------------- | ------------------------------------- | ------------------------------------- |
| Год                                   | Место проведения                      | Золото                                | Серебро                               | Бронза                                |
| 1994                                  |                                       | Юлия Воробьёва                        | Других участников не было             | Других участников не было             |
| 1995                                  |                                       | Юлия Воробьёва                        | Других участников не было             | Других участников не было             |
| 1996                                  |                                       | Юлия Воробьёва                        | Других участников не было             | Других участников не было             |
| 1997                                  |                                       | Юлия Воробьёва                        | Других участников не было             | Других участников не было             |
| 1998                                  |                                       | Юлия Воробьёва                        | Других участников не было             | Других участников не было             |
| 1999                                  |                                       | Юлия Воробьёва                        | Других участников не было             | Других участников не было             |
| 2000                                  |                                       | Юлия Воробьёва                        | Других участников не было             | Других участников не было             |
| 2001                                  | Чемпионат не проводился               | Чемпионат не проводился               | Чемпионат не проводился               | Чемпионат не проводился               |
| 2002                                  |                                       | Дарья Тимошенко                       | Других участников не было             | Других участников не было             |
| 2003—2004                             | Чемпионат не проводился               | Чемпионат не проводился               | Чемпионат не проводился               | Чемпионат не проводился               |
| 2005                                  |                                       | Дарья Тимошенко                       | Эмма Гаджиева                         | Анжела Асбакиева                      |
| 2006—2015                             | Чемпионат не проводился               | Чемпионат не проводился               | Чемпионат не проводился               | Чемпионат не проводился               |
| 2016                                  | Чемпионат среди женщин не проводился  | Чемпионат среди женщин не проводился  | Чемпионат среди женщин не проводился  | Чемпионат среди женщин не проводился  |
| 2017                                  |                                       | Морган Флуд                           | Других участников не было             | Других участников не было             |

### Пары
| Медалисты в парном катании | Медалисты в парном катании | Медалисты в парном катании                | Медалисты в парном катании                | Медалисты в парном катании                |
| -------------------------- | -------------------------- | ----------------------------------------- | ----------------------------------------- | ----------------------------------------- |
| Год                        | Место проведения           | Золото                                    | Серебро                                   | Бронза                                    |
| 2000                       |                            | Инга Родионова / Андрей Крюков            |                                           |                                           |
| 2001                       | Чемпионат не проводился    | Чемпионат не проводился                   | Чемпионат не проводился                   | Чемпионат не проводился                   |
| 2002                       |                            |                                           |                                           |                                           |
| 2003—2004                  | Чемпионат не проводился    | Чемпионат не проводился                   | Чемпионат не проводился                   | Чемпионат не проводился                   |
| 2005                       |                            | Не было соревнований спортивных пар       | Не было соревнований спортивных пар       | Не было соревнований спортивных пар       |
| 2006—2015                  | Чемпионат не проводился    | Чемпионат не проводился                   | Чемпионат не проводился                   | Чемпионат не проводился                   |
| 2016—2017                  |                            | Не было соревнований среди спортивных пар | Не было соревнований среди спортивных пар | Не было соревнований среди спортивных пар |

### Танцы
| Медалисты в танцах на льду | Медалисты в танцах на льду | Медалисты в танцах на льду        | Медалисты в танцах на льду      | Медалисты в танцах на льду |
| -------------------------- | -------------------------- | --------------------------------- | ------------------------------- | -------------------------- |
| Год                        | Место проведения           | Золото                            | Серебро                         | Бронза                     |
| 1999                       |                            |                                   |                                 |                            |
| 2000                       |                            |                                   |                                 |                            |
| 2001                       | Чемпионат не проводился    | Чемпионат не проводился           | Чемпионат не проводился         | Чемпионат не проводился    |
| 2002                       |                            | Кристин Фрейзер / Игорь Луканин   |                                 |                            |
| 2003—2004                  | Чемпионат не проводился    | Чемпионат не проводился           | Чемпионат не проводился         | Чемпионат не проводился    |
| 2005                       |                            | Кристин Фрейзер / Игорь Луканин   | Лейла Гоарова / Денис Воронов   | Не было других участников  |
| 2006—2015                  | Чемпионат не проводился    | Чемпионат не проводился           | Чемпионат не проводился         | Чемпионат не проводился    |
| 2016                       |                            | Варвара Оглоблина / Михаил Жирнов | Не было других участников       | Не было других участников  |
| 2017                       |                            | Варвара Оглоблина / Михаил Жирнов | Анастасия Галета / Авидан Браун | Не было других участников  |